# Карл (ім'я)
Карл (нім. Karl) — це північногерманське чоловіче ім’я, що означає «вільна людина». Назва походить від давньозахідноскандинавської мови.  Це перше ім’я багатьох королів Швеції, включаючи Карла XVI Густава. Німецький правопис Karl, а не Carl, використовується в Німеччині, Австрії, Фінляндії, Естонії, Скандинавії, Ісландії та Словенії. Інші варіанти включають у себе англо-саксонсько-франкський варіант Чарльз; і Карл, і Чарльз також поширені імена в англомовних країнах; варіант Карлос, популярний в Іспанії, Португалії та Латинській Америці; і Кароль, варіант у Польщі та Словаччині.
Французький варіант, Шарль, має жіночий варіант - Шарлотта.

## Список людей на ім’я Карл
- Карл (герцог Бретані)
- Карл I (герцог Орлеану)
- Карл (король Провансу)
- Карл Австрійський
- Карл V (граф Ангулему)
- Карл IV (король Наварри)
- Карл I:

- Карл Великий (742—814) — король франків, імператор Заходу.
- Карл I Анжуйський (1226—1285) — король Сицилії.
- Карл I Роберт (1288—1342) — король Угорщини.
- Карл I Люксембург (1316—1378) — король Богемії.
- Карл I Бонде (1409—1470) — король Норвегії.
- Карл I Габсбург (1500—1558) — король Іспанії.
- Карл I Стюарт — король Шотландії та Ірландії.
- Карл I Гогенцоллерн (1839—1914) — король Румунії.
- Карл I Браганса (1863—1908) — король Португалії.
- Карл I Габсбург (1887—1922) — імператор Австро-Угорщини

Та інші:
- Карл I (герцог Бургундії), також Карл (Карло) Сміливий
- Карл I (герцог Нижньої Лотарингії) (953—993)
- Карл Добрий (1080/86–1127), його прозивали Святий Карл I Фландрський (Добрий)
- Карл I  (сеньйор Монако) (помер 1357)
- Карл I (герцог Бурбонський) (1401—1456)
- Карл I (граф Неверу)[en] (1414—1464)
- Карл I, маркграф Баден-Бадену[en] (помер 1475)
- Карло I (герцог Савойський) (1482—1490)
- Карл I, графа Палатинський із Цвайбрюкен-Біркенфілду[en] (1560—1600)
- Карл I (князь Ліхтенштейну) (*1569 — †1627) — родоначальник княжого роду Ліхтенштейнів
- Карл I Ґонзаґа-Неверський (1580—1637)
- Карл I Людвиг (1617—1680)
- Карл I (лендграф Гессен-Касселя)[en] (1654—1730)
- Карл I Брауншвейг-Вольфенбюттельський[en] (1713—1780)

## Похідні прізвища
Існує кілька похідних прізвища Карл, більшість з яких походить як "син Карла":
- Карлсен
- Карлсон
- Карлтон
- Карлссон